# Petrus Gillius
Petrus Gillius (modernizzato: Pierre Gilles; Albi, 1490 – Roma, 1555) è stato un naturalista, traduttore e topografo francese.

## Biografia
Viaggiò e studiò l'area del Mediterraneo e l'Oriente, scrivendo anche alcune opere tra cui De Topographia Constantinopoleos et de illius antiquitatibus libri IV, Cosmæ Indopleutes, De Bosphoro Thracio libri III ed un libro che trattava dei pesci del Mar Mediterraneo. Visse per molti anni a Costantinopoli, dove era stato inviato dal re di Francia Francesco I per recuperare antichi manoscritti. Ebbe occasione di vedere i resti della statua bronzea di Giustiniano I che era posizionata sulla sommità della colonna a lui dedicata. Molti dei suoi libri vennero pubblicati dopo la sua morte da suo nipote. 
Tradusse Claudio Eliano nel 1533.  
Morì a Roma di malaria, mentre seguiva il suo protettore, il cardinale Giorgio d'Armagnac.